# Alder Lake

El processador Alder Lake d'un i5-12400F amb 6 nuclis P

Alder Lake és el nom en clau d'Intel per a la 12a generació de processadors Intel Core basat en una arquitectura híbrida que utilitza nuclis de rendiment Golden Cove i nuclis eficients Gracemont. Es fabrica mitjançant el procés Intel 7 d'Intel, anteriorment anomenat Intel 10 nm SuperFin millorat (10ESF). El 10ESF té un augment del rendiment del 10% al 15% respecte al 10SF utilitzat en els processadors mòbils Tiger Lake. Intel va anunciar oficialment les CPU Intel Core de 12a generació el 27 d'octubre de 2021, CPU mòbils i CPU d'escriptori que no són de la sèrie K el 4 de gener de 2022, sèries Alder Lake-P i -U el 23 de febrer de 2022, i la sèrie Alder Lake-HX el 10 de maig de 2022.

## Història
El gener de 2022 es va anunciar que Intel Alder Lake utilitzaria una arquitectura híbrida que combina nuclis de rendiment i eficiència, similar a ARM big. PETIT. Aquesta va ser la segona arquitectura híbrida d'Intel, després del Lakefield només per a mòbils llançat el juny de 2020. Tot i que els processadors d'escriptori Alder Lake ja estaven al mercat el gener de 2022, els processadors mòbils no, tot i que s'esperava el llançament a principis d'aquell any. El cost inicial va ser de 289 USD per al Core i5-12600K. Gracemont va ser el nom donat als nuclis d'eficiència, mentre que els nuclis Golden Cove es van establir per a tasques com ara jocs i processament de vídeo. Les primeres proves d'ordinadors portàtils es van realitzar més tard aquell mes, amb PCMag revisant positivament el Core i9-12900HK, afirmant que la sèrie H representava "la línia entusiasta d'Intel", amb "els mateixos dissenys híbrids" també als xips de la sèrie P i de la sèrie U. sortir més tard aquell any.

Un nucli P d'Alder Lake

L'abril de 2022, la premsa va informar sobre "indicacions" que Intel estava treballant a Alder Lake-X. Intel va anunciar oficialment la sèrie de processadors HX el 10 de maig de 2022, inclosos els models Core i5, Core i7 i Core i9, quan Intel va anunciar "set nous processadors mòbils per a la família mòbil Intel Core de 12a generació al seu esdeveniment Intel Vision Amb la línia basada en els xips Alder Lake d'escriptori d'Intel, es va anomenar la sèrie Alder Lake-HX, o Core HX de 12a generació, amb el Core i9-12950HX com a vaixell insígnia i el primer xip de 16 nuclis d'Intel dissenyat per a portàtils.

## Característiques

### CPU
- Nuclis de rendiment Golden Cove ("P-cores")
  - Sumadors de coma flotant dedicats
  - Nou descodificador d'instruccions de 6 amples (de 4 a Rocket Lake / Tiger Lake) amb la capacitat d'obtenir fins a 32 bytes d'instruccions per cicle (a partir de 16)
  - 12 ports d'execució (de 10)
  - 512 entrades de la memòria intermèdia de reordenació (de 352)
  - Assignacions de μOP de 6 amples (a partir de 5)
  - Predictor de branques direccionals semblant a TAGE (amb una mida de l'historial global de 194 branques preses)
  - La mida de la memòria cau μOP ha augmentat a les entrades de 4K (des de 2,25 K)
  - AVX-VNNI, una variant codificada en VEX d'AVX512-VNNI per a vectors de 256 bits
  - AVX-512 (inclòs FP16) està present, però està desactivat per defecte per coincidir amb els nuclis E. En les primeres revisions dels microprocessadors encara es pot activar en algunes plaques base amb algunes versions de BIOS desactivant els nuclis E. Intel s'ha fusionat físicament AVX-512 en revisions posteriors de les CPU d'Alder Lake fabricades a principis de 2022 i posteriors.
  - ~18% d'augment de l'IPC.
- Nuclis eficients de Gracemont ("E-cores")
  - Agregat en clústers de 4 nuclis amb una memòria cau L2 compartida de 2 MB
  - 256 entrades de reordenació de memòria intermèdia (de 208 a Tremont)
  - 17 ports d'execució (de 12)
  - AVX2, FMA i AVX-VNNI
  - IPC semblant a Skylake.
- Noves extensions del conjunt d'instruccions:
  - PTWRITE
  - SERIALItzar
  - HRESET
  - Espera en mode d'usuari (WAITPKG): TPAUSE, UMONITOR, UMWAIT
- Interconnexió de fins a 1 TB/s entre nuclis

- Intel Thread Director (només per a CPU amb nuclis P i E), que és un nom comercial per a Enhanced Hardware Feedback Interface (EHFI). Aquesta és una tecnologia de maquinari per ajudar el programador de fils del sistema operatiu amb una distribució de càrrega més eficient entre nuclis de CPU heterogenis.[16] L'habilitació d'aquesta nova capacitat requereix suport al sistema operatiu.
- Registres arquitectònics de l'última branca (LBR)
- Traducció d'adreces lineals gestionada per hipervisor (HLAT)
- Tecnologia d'aplicació del flux de control (CET), inclòs suport per al seguiment indirecte de branques (IBT) i pila d'ombra (SS)
- 4–30 MB de memòria cau L3[17]
- Nuclis:
  - fins a 8 nuclis P i 8 nuclis E a l'escriptori[18]
  - fins a 6 nuclis P i 8 nuclis E al mòbil (dissenys UP3)[18]
  - fins a 2 nuclis P i 8 nuclis E en ultramòbil (dissenys UP4)[18]
  - només els nuclis P inclouen hiper-threading

### GPU
- GPU Intel Xe (Gen 12.2) o GPU Intel UHD
- Fins a 96 UE al mòbil i 32 UE a l'ordinador
- Fins a 4 pantalles

### E/S
- Socket LGA 1700 per a processadors d'escriptori.
- BGA 1744 Type3 i Type4 HDI per a processadors mòbils
- 20 carrils PCIe des de la CPU
  - 16 carrils PCIe 5.0
  - 4 carrils PCIe 4.0
- Enllaç de chipset: enllaç DMI 4.0 × 8 amb chipsets PCH de la sèrie Intel 600
- Suport de memòria DDR5, DDR4, LPDDR5 i LPDDR4x
  - Fins a DDR5-4800
  - Fins a DDR4-3200
  - Fins a LPDDR5-5200
  - Fins a LPDDR4x-4267
  - XMP 3.0
  - Augment de la memòria dinàmica
- Suport integrat per Thunderbolt 4 i WiFi 6E
  - Admet mitjançant PCH en processadors d'escriptori
  - Admet directament la CPU en processadors mòbils no HX
  - No hi ha suport als processadors mòbils HX, es pot afegir mitjançant un controlador extern